# راي إميري
راي إميري (28 مارس 1915 بأوكلاند في نيوزيلندا - 18 ديسمبر 1982) (بالإنجليزية: Ray Emery)‏ هو لاعب كريكت نيوزلندي. شارك مع منتخب نيوزيلندا الوطني للكريكت.

## وصلات خارجية
- راي إميري على موقع إي آس بي آن كريك إنفو (الإنجليزية)